# Steed Malbranque
Pour les articles homonymes, voir Malbranque.
Steed Malbranque, né le 6 janvier 1980 à Mouscron en Belgique, est un footballeur français, qui évolue poste de milieu offensif de 1998 à 2021.
Il commence sa carrière de footballeur professionnel à l'Olympique lyonnais, club dans lequel il est formé et où il remporte la Coupe Gambardella en 1997. Après des débuts prometteurs et une Coupe de la Ligue française à son palmarès, il est transféré dans le club anglais de Fulham en 2001. Il y évolue pendant 5 ans, remportant la Coupe Intertoto. Il rejoint Tottenham Hotspur en 2006 et y gagne une Coupe de la Ligue anglaise puis il rejoint Sunderland en 2008.
Steed Malbranque retourne jouer dans le championnat français avec l'AS Saint-Étienne en 2011. Il n'y joue qu'un match et annonce vouloir rompre son contrat au bout d'un mois. Il se retire du football professionnel jusqu'à la fin de la saison mais en 2012, il signe un contrat d'un an avec son club formateur, l'Olympique lyonnais.

## Biographie

### Enfance et formation
Claude Malbranque, son père, est technicien de maintenance dans le Nord et la famille habite à Mouscron, en Belgique, où naît Steed. Ses parents qui cherchent un prénom original craquent pour celui-ci aux consonances américaines. Rapidement la famille quitte la Belgique pour Oyonnax dans l'Ain. Amoureux du ballon rond ayant joué en amateur à Sedan, Claude inscrit son fils au club de football de la ville à cinq ans et demi. Le très jeune joueur se fait déjà remarquer pour son aisance balle au pied. En 1991, les Malbranque déménagent à Montpellier et le chef de famille cherche rapidement un club professionnel pouvant intégrer son fils à ses équipes jeunes. C'est logiquement le MHSC que Steed intègre en pupille première année. Insouciant, il s'amuse sur les terrains de l'Hérault mais, la veille de ses quatorze ans, son père doit retourner travailler à Oyonnax. Le Montpellier HSC cherche à le retenir mais Steed préfère suivre les siens. La saison déjà bien avancée, il ne réintègre pas le club de la ville et c'est son père qui l'entraîne individuellement,.
En 1994, son père l'emmène faire un essai à l'Olympique lyonnais. Guy Genet, alors responsable des Minimes de l'OL, n'a besoin que d'une courte séance d'entraînement pour juger l'adolescent. Quelques jours plus tard, Steed intègre le centre de formation lyonnais. Sous les ailes protectrices de Genet, Robert Valette puis Armand Garrido, le meneur de poche prouve qu'il a tout d'un grand. Constamment surclassé avec l'OL et en sélection, il empoche les plus beaux titres à ce niveau et abandonne ses études en seconde pour tout consacrer au football. Durant cette période, il gagne le championnat des moins de 15 ans, la Coupe Gambardella 1996-1997 avec l'équipe des moins de 18 ans de l'OL et le championnat des équipes réserves. Ses résultats en club lui permettent d'être capitaine de l'équipe de France des moins de 18 ans.
Le 21 février 1998, soit tout juste majeur, Malbranque dispute son premier match de Division 1 française. Bernard Lacombe le fait entrer en jeu à Montpellier à la place d'Alain Caveglia. Le nouveau numéro 18 s'installe dans le groupe professionnel. Complément de Dhorasoo au milieu de terrain offensif où Malbranque occupe le couloir droit, Steed se forge une belle réputation en quelques semaines. Arsenal propose rapidement 20 MF en échange du jeune joueur mais, bien encadré par son père et son agent Frédéric Dobraje, le jeune stratège lyonnais toujours stagiaire attend son heure.

### 1997-2001: Olympique lyonnais
Steed Malbranque est mis à disposition de l'équipe professionnelle de l'Olympique lyonnais pour la saison 1997-1998. Il commence sa carrière avec l'équipe professionnelle le 21 février 1998, lors du match opposant Montpellier à Lyon. Il est alors âgé de 18 ans. Lors de cette saison, il ne dispute que deux matchs avec le groupe professionnel.
L'année suivante, le milieu de terrain Reynald Pedros quitte le club, ce qui offre à Steed Malbranque la possibilité d'augmenter son temps de jeu et de faire ses preuves. En effet, il dispute 21 rencontres et signe son premier contrat professionnel en février 1999.
En 2001, Steed Malbranque et l'OL sont qualifiés pour la finale de la Coupe de la Ligue. L'OL s'impose par deux buts à un sans qu'il n'entre en jeu.

### 2001-2006: Fulham FC

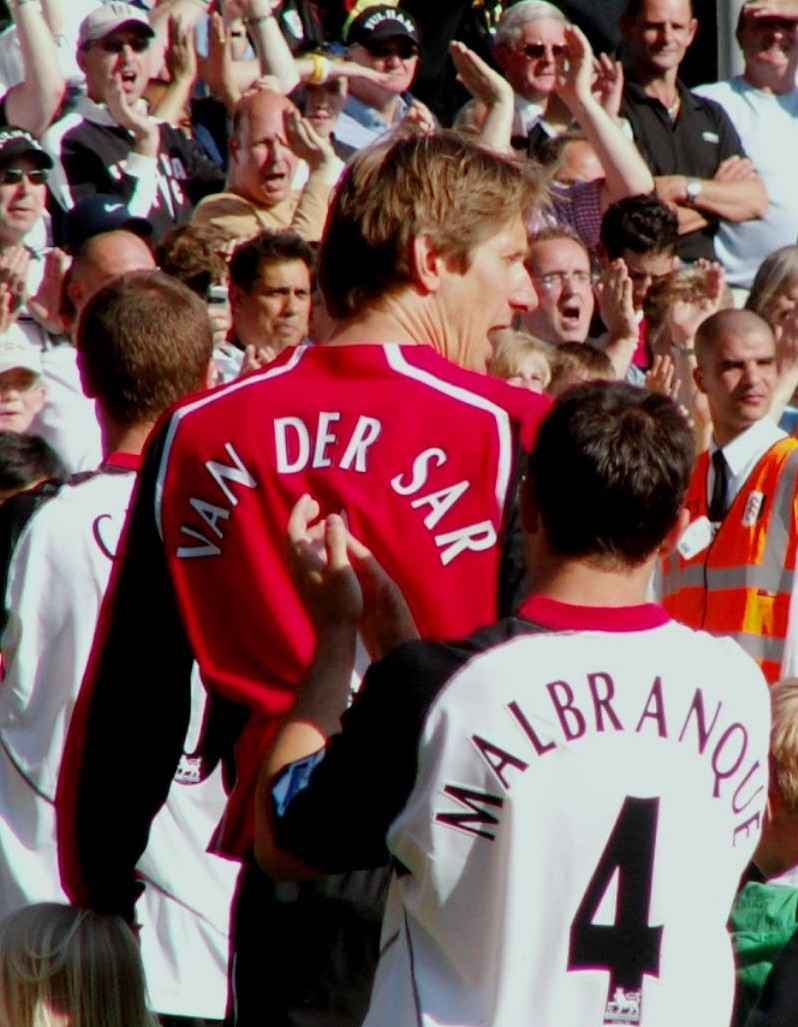
Steed Malbranque avec Edwin van der Sar à Fulham.

En 2001, il traverse la Manche et signe en faveur du club londonien de Fulham pour 7,77 millions d'euros.
Il s'impose comme joueur titulaire et participe à 211 matchs pour 44 buts au cours de ses cinq années au club. Lors de la saison 2002-2003, il participe à six matchs de Coupe de l'UEFA où il inscrit trois buts. En compétition officielle, il termine meilleur buteur du club avec treize réalisations. Son club évite la relégation.
En mai 2006, après des négociations échouées pour le renouvellement de son contrat et son souhait de quitter le club à la fin de celui-ci, Steed Malbranque est placé sur la liste des transferts. Plusieurs clubs semblent intéressés comme Middlesbrough, West Ham United, Manchester City et Everton, mais il choisit de signer pour Tottenham Hotspur. Le montant du transfert estimé à deux millions de livres sterling mais une pubalgie lui impose de ne pas pouvoir jouer pendant dix semaines.

### 2006-2008: Tottenham Hotspur FC
Après cinq saisons passées à Fulham, il est transféré, en 2006, chez le voisin de Tottenham. De retour après avoir soigné sa pubalgie, il joue pour la première fois avec Tottenham le 8 novembre 2006 lors d'un match de Coupe de la Ligue face à Port Vale. Il joue 63 minutes et son équipe s'impose par trois buts à un.
Il marque son premier but sous le maillot de Tottenham le 9 décembre 2006 lors d'un match contre Charlton Athletic. À la fin de la saison 2007-2008, il est classé dans le top 5 de la Premiership des joueurs ayant effectués le plus de tacles au cours de la saison.
Le 14 mars 2007, il marque le 150e but de Tottenham en coupe d'Europe lors d'un match de Coupe de l'UEFA opposant son équipe au Sporting Braga. Le 12 avril 2007, il marque un but contre son camp dès la quatrième minutes du match de quart de finale de la Coupe de l'UEFA contre le champion en titre Séville FC. Le match s'est terminé par un score nul de deux partout, mais la victoire de Séville par quatre buts à trois lors du tour suivant provoque l'élimination du club.
En 2008, Steed Malbranque est titulaire lors du match de Coupe de la Ligue remporté par son club face à Chelsea.

### 2008-2011: Sunderland AFC

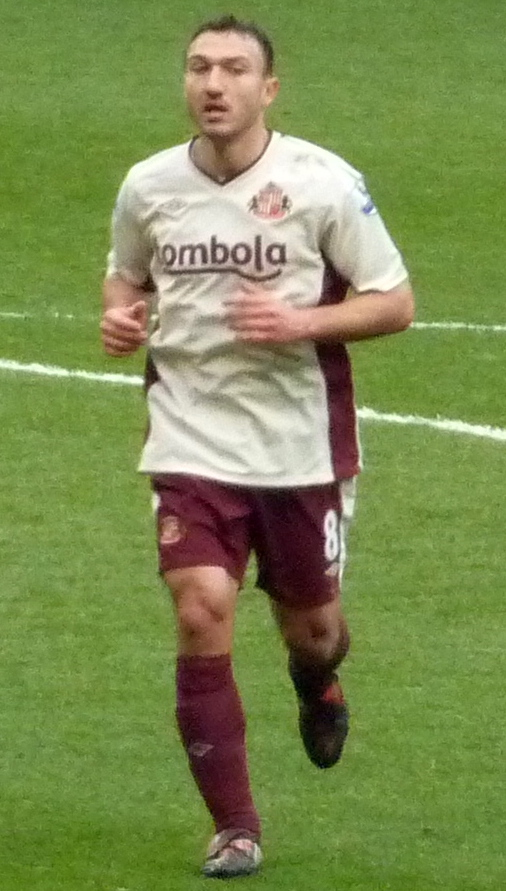
Steed Malbranque sous les couleurs de Sunderland en 2011.

Peu en réussite, Steed Malbranque signe un contrat de quatre ans à Sunderland, toujours en Premiership. Il marque son premier but avec son nouveau club lors d'un match contre l'équipe Hull City, premier but du match qui permet à Sunderland de s'imposer par quatre buts à un. Steed Malbranque effectue sa meilleure saison sous la maillot de Sunderland lors de la saison 2009-2010. Il joue successivement comme milieu droit puis gauche, un poste où il montre sa meilleure forme. Il marque son deuxième but avec le club lors d'un match de FA Cup contre Barrow.
Pour la saison 2010-2011, Sunderland obtient la signature en prêt de Danny Welbeck. Steed Malbranque est alors placé comme milieu central. Au début de la saison, il participe aux sept premiers matchs sans défaite où son club affronte notamment Manchester City, Arsenal, Liverpool et Manchester United. Le 1er février, il joue son centième match avec Sunderland lors d'un match contre Chelsea.
Lors de l'été 2011, Steve Bruce le manager de Sunderland annonce la nécessité de réduire la masse salariale du club. Steed Malbranque négocie les termes d'un contrat avec l'AS Saint-Étienne en vue de rejoindre le club.

### 2011: Passage éphémère à l'AS Saint-Étienne
Ne trouvant aucun club en Angleterre, il revient en France, le 3 août 2011, dix ans après son départ en signant un contrat de deux ans avec l'AS Saint-Étienne. Le 21 août 2011, il entre en jeu à la 64e minutes d'un match de Ligue 1 contre l'Olympique de Marseille pour remplacer Florent Sinama-Pongolle
.
Le 28 août 2011, estimant ne plus être à 100 % de ses moyens pour jouer avec les Verts, il annonce mettre fin à son contrat. Le 30 août 2011, Christophe Galtier, l'entraîneur, confirme la demande de rupture de contrat de Steed Malbranque sans vouloir en préciser la raison et la décision est officialisée le 6 septembre suivant par le club forézien.
En septembre 2011, il explique au journal L'Équipe qu'il « ne prenait pas de plaisir aux entrainements. (Qu'il) a essayé d'être content mais (qu'il) n'y arrivait pas. Cela ne servait à rien de continuer pendant un an. » Il expliquait ce jour-là qu'il n'avait aucun problème de santé.
Steed Malbranque n'aura joué finalement que vingt-six minutes sous le maillot stéphanois.
Il s’entraîne durant la deuxième partie de saison avec l'équipe du Stade Malherbe Caen. Le directeur sportif Alain Caveglia souhaite en faire un renfort pour l'année suivante en cas de maintien, mais le club descend en Ligue 2,.

### 2012-2016: Retour à l'Olympique lyonnais

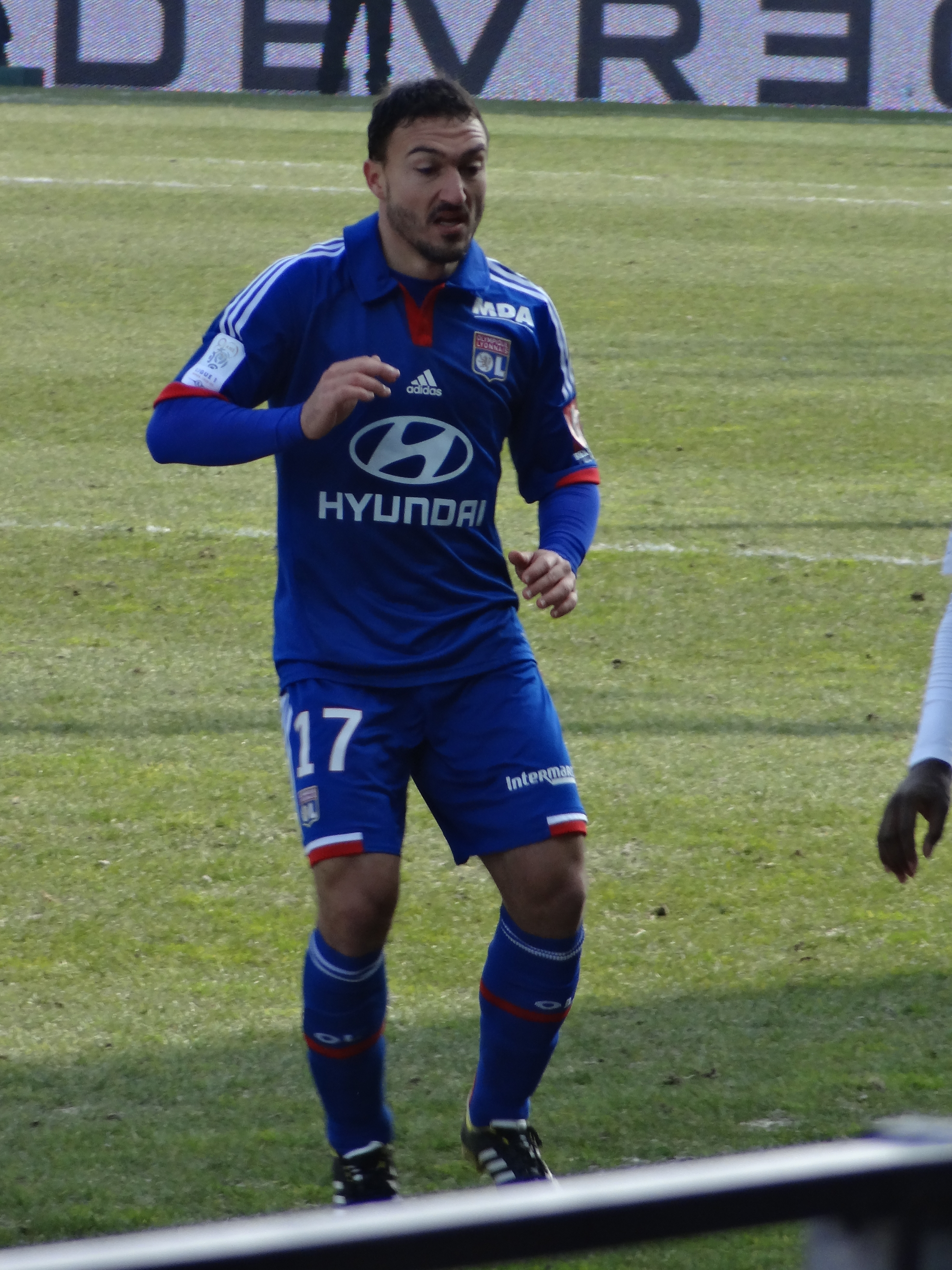
Steed Malbranque avec l'Olympique lyonnais en mars 2013.

Au début de la saison 2012-2013, il s'entraîne avec l'Olympique lyonnais afin de garder une bonne forme physique. Le 4 août 2012, il prend place dans l'effectif en tant que remplaçant pour la rencontre amicale contre le FC Porto ; il rentre en cours de jeu, onze années après avoir quitté le club. Celui-ci officialise sa signature pour une saison le 25 août 2012.
Lors de la quatrième journée de championnat, opposant Lyon à Valenciennes, il fait son retour en Ligue 1 et fait une prestation remarquée. Ses performances sont alors remarquablement régulières et il devient au fur et à mesure indispensable au milieu de terrain pour l'OL. Il est la pièce maîtresse du jeu lyonnais de septembre à octobre 2012.
Le 4 novembre 2012, Steed Malbranque inscrit son premier but de la saison contre le SC Bastia, onze ans après son dernier but en Ligue 1, sur un penalty dans le temps additionnel pour un score final de 5-2 pour l'OL. Le 28 novembre 2012, il inscrit son deuxième but sur une reprise de volée face à l'OM.
Début décembre 2012, il prolonge son contrat avec l'Olympique lyonnais jusqu'en juin 2014.
En juin 2014, le nouvel entraîneur Hubert Fournier insiste pour le faire prolonger. Pour le nouvel entraîneur de l'OL, Steed est un exemple pour l'équipe de plus en plus jeune, et malgré ses 34 ans, Steed Malbranque prolonge son contrat d'un an plus une année en option avec la possibilité d'évoluer au Parc Olympique lyonnais, livré début 2016. Malgré une forme physique moins bonne qu'au moment de son retour à Lyon, il reste une pièce importante dans le jeu lyonnais. En raison de blessures et de l'éclosion de nouveaux joueurs à son poste comme Corentin Tolisso puis Sergi Darder, son temps de jeu décline petit à petit. Il ne joue que cinq minutes en championnat lors de la deuxième partie de saison 2015/2016.
Durant son retour à Lyon il effectua 130 matchs officiels, soit 20 de plus que lors de son premier passage à l’OL avant de partir en Angleterre.

### 2016-2017: Fin de carrière au SM Caen
En fin de contrat à Lyon, il s'engage en juin 2016 pour une saison au Stade Malherbe Caen. Régulièrement blessé, il ne joue que 485 minutes durant la saison et son contrat n'est pas reconduit. Il met un terme à sa carrière de footballeur professionnel.

### 2017-2018: Retour en amateurs
En novembre 2017, il sort de sa retraite pour signer avec le MDA Chasselay, évoluant en National 2, jusqu'à la fin de la saison.
Le 4 septembre 2020 il s'engage au Football Club de Limonest Saint-Didier en National 3.

### Sélection nationale
Steed Malbranque est convoqué par Jacques Santini avec l'équipe de France en mars 2004 pour un match amical contre la sélection des Pays-Bas. Cette sélection fait suite au forfait de Zinédine Zidane, mais ne lui permet pas d'entrer en jeu. Cette même année, les sélectionneurs belges et anglais avaient eux aussi pensé, un temps, le sélectionner,.
Le 7 novembre 2012, Rémi Garde, son entraîneur à l'Olympique lyonnais, révèle que Steed Malbranque a été pré-convoqué en équipe de France par Didier Deschamps dans l'optique du match amical contre l'Italie. Cependant, il n'est pas retenu dans la liste des joueurs appelés.

## Style de jeu: un milieu technique
Lors de ses débuts avec l'Olympique lyonnais, Bernard Lacombe et les entraîneurs des catégories jeunes du club mettent en avance ses qualités techniques et son potentiel physique.

## Carrière et statistiques
| Saison                | Club                  | Championnat           | Championnat | Championnat | Championnat | Coupe nationale | Coupe nationale | Coupe nationale | Coupe de la Ligue | Coupe de la Ligue | Coupe de la Ligue | Supercoupe | Supercoupe | Supercoupe | Compétition(s) continentale(s) | Compétition(s) continentale(s) | Compétition(s) continentale(s) | Compétition(s) continentale(s) | Total | Total | Total |
| Saison                | Club                  | Division              | M.          | B.          | P.d.        | M.              | B.              | P.d.            | M.                | B.                | P.d.              | M.         | B.         | P.d.       | Comp.                          | M.                             | B.                             | P.d.                           | M.    | B.    | P.d.  |
| 1997-1998             | Olympique lyonnais    | Ligue 1               | 2           | 0           | -           | -               | -               | -               | -                 | -                 | -                 | -          | -          | -          | -                              | -                              | -                              | -                              | 2     | 0     | 0     |
| 1998-1999             | Olympique lyonnais    | Ligue 1               | 21          | 0           | -           | 1               | 0               | -               | 1                 | 0                 | -                 | -          | -          | -          | C3                             | 4                              | 0                              | -                              | 27    | 0     | 0     |
| 1999-2000             | Olympique lyonnais    | Ligue 1               | 28          | 3           | -           | 4               | 1               | -               | 2                 | 0                 | -                 | -          | -          | -          | C1+C3                          | 2+4                            | 0                              | -                              | 40    | 4     | 0     |
| 2000-2001             | Olympique lyonnais    | Ligue 1               | 26          | 2           | -           | 3               | 0               | -               | 2                 | 2                 | -                 | -          | -          | -          | C1                             | 10                             | 2                              | -                              | 41    | 6     | 0     |
| Sous-total            | Sous-total            | Sous-total            | 77          | 5           | -           | 8               | 1               | -               | 5                 | 2                 | -                 | -          | -          | -          | -                              | 20                             | 2                              | -                              | 110   | 10    | 0     |
| 2001-2002             | Fulham FC             | Premier League        | 37          | 8           | 7           | 6               | 1               | 0               | 3                 | 1                 | 0                 | -          | -          | -          | -                              | -                              | -                              | -                              | 46    | 10    | 7     |
| 2002-2003             | Fulham FC             | Premier League        | 37          | 6           | 2           | 4               | 4               | 0               | -                 | -                 | -                 | -          | -          | -          | C3                             | 14                             | 3                              | 0                              | 55    | 13    | 2     |
| 2003-2004             | Fulham FC             | Premier League        | 38          | 6           | 10          | 6               | 2               | 0               | -                 | -                 | -                 | -          | -          | -          | -                              | -                              | -                              | -                              | 44    | 8     | 10    |
| 2004-2005             | Fulham FC             | Premier League        | 26          | 6           | 5           | 1               | 0               | 0               | 4                 | 1                 | 0                 | -          | -          | -          | -                              | -                              | -                              | -                              | 31    | 7     | 5     |
| 2005-2006             | Fulham FC             | Premier League        | 34          | 6           | 3           | -               | -               | -               | 1                 | 0                 | 0                 | -          | -          | -          | -                              | -                              | -                              | -                              | 35    | 6     | 3     |
| Sous-total            | Sous-total            | Sous-total            | 172         | 32          | 27          | 17              | 7               | 0               | 8                 | 2                 | 0                 | -          | -          | -          | -                              | 14                             | 3                              | 0                              | 211   | 44    | 27    |
| 2006-2007             | Tottenham Hotspur FC  | Premier League        | 25          | 2           | 4           | 6               | 1               | 0               | 4                 | 0                 | 0                 | -          | -          | -          | C3                             | 6                              | 2                              | 0                              | 41    | 5     | 4     |
| 2007-2008             | Tottenham Hotspur FC  | Premier League        | 37          | 4           | 4           | 3               | 0               | 0               | 5                 | 2                 | 0                 | -          | -          | -          | C3                             | 10                             | 1                              | 4                              | 55    | 7     | 8     |
| Sous-total            | Sous-total            | Sous-total            | 62          | 6           | 8           | 9               | 1               | 0               | 9                 | 2                 | 0                 | -          | -          | -          | -                              | 16                             | 3                              | 4                              | 96    | 12    | 12    |
| 2008-2009             | Sunderland AFC        | Premier League        | 36          | 1           | 8           | 2               | 0               | 0               | 2                 | 0                 | 0                 | -          | -          | -          | -                              | -                              | -                              | -                              | 40    | 1     | 8     |
| 2009-2010             | Sunderland AFC        | Premier League        | 31          | 0           | 5           | 1               | 1               | 0               | 3                 | 0                 | 0                 | -          | -          | -          | -                              | -                              | -                              | -                              | 35    | 1     | 5     |
| 2010-2011             | Sunderland AFC        | Premier League        | 35          | 0           | 3           | 1               | 0               | 0               | 1                 | 0                 | 0                 | -          | -          | -          | -                              | -                              | -                              | -                              | 37    | 0     | 3     |
| Sous-total            | Sous-total            | Sous-total            | 102         | 1           | 16          | 4               | 1               | 0               | 6                 | 0                 | 0                 | -          | -          | -          | -                              | -                              | -                              | -                              | 112   | 2     | 16    |
| 2011-2012             | AS Saint-Étienne      | Ligue 1               | 1           | 0           | 0           | -               | -               | -               | -                 | -                 | -                 | -          | -          | -          | -                              | -                              | -                              | -                              | 1     | 0     | 0     |
| Sous-total            | Sous-total            | Sous-total            | 1           | 0           | 0           | -               | -               | -               | -                 | -                 | -                 | -          | -          | -          | -                              | -                              | -                              | -                              | 1     | 0     | 0     |
| 2012-2013             | Olympique lyonnais    | Ligue 1               | 31          | 2           | 7           | 1               | 0               | 0               | 1                 | 0                 | 0                 | -          | -          | -          | C3                             | 6                              | 0                              | 1                              | 39    | 2     | 8     |
| 2013-2014             | Olympique lyonnais    | Ligue 1               | 23          | 1           | 0           | 3               | 2               | 1               | 3                 | 0                 | 0                 | -          | -          | -          | C1+C3                          | 3+9                            | 0                              | 3                              | 41    | 3     | 4     |
| 2014-2015             | Olympique lyonnais    | Ligue 1               | 28          | 3           | 1           | 2               | 0               | 1               | 1                 | 0                 | 0                 | -          | -          | -          | C3                             | 4                              | 1                              | 0                              | 35    | 4     | 2     |
| 2015-2016             | Olympique lyonnais    | Ligue 1               | 11          | 0           | 1           | -               | -               | -               | 1                 | 0                 | 1                 | 1          | 0          | 0          | C1                             | 2                              | 0                              | 0                              | 15    | 0     | 2     |
| Sous-total            | Sous-total            | Sous-total            | 93          | 6           | 9           | 6               | 2               | 2               | 6                 | 0                 | 1                 | 1          | 0          | 0          | -                              | 24                             | 1                              | 4                              | 130   | 9     | 16    |
| 2016-2017             | SM Caen               | Ligue 1               | 13          | 0           | 0           | 1               | 0               | -               | 1                 | -                 | -                 | -          | -          | -          | -                              | -                              | -                              | -                              | 15    | 0     | 0     |
| Sous-total            | Sous-total            | Sous-total            | 13          | 0           | 0           | 1               | 0               | -               | 1                 | -                 | -                 | -          | -          | -          | -                              | -                              | -                              | -                              | 15    | 0     | 0     |
| Total sur la carrière | Total sur la carrière | Total sur la carrière | 520         | 50          | 60          | 45              | 12              | 2               | 35                | 6                 | 1                 | 1          | 0          | 0          | -                              | 74                             | 9                              | 8                              | 675   | 77    | 71    |

Note : La ligue de football professionnel comptabilise officiellement les passes décisives en Ligue 1 depuis la saison 2007-2008, l'UEFA celles en coupes d'Europe depuis la saison 2001-2002.

## Palmarès

### En club
| Olympique lyonnais (2) | Fulham (1)                             | Tottenham Hotspur (1)             |
| --- | -------------------------------------- | --------------------------------- |
| - Championnat de France : - Vice-champion : 2001, 2015 et 2016 - Coupe de France : - Vainqueur : 2001 - Finaliste : 2014 - Coupe Gambardella : - Vainqueur : 1997 | - Coupe Intertoto : - Vainqueur : 2002 | - League Cup : - Vainqueur : 2008 |

### En sélection nationale
- Vice-champion d'Europe des moins de 16 ans en 1996
- Vice-champion d'Europe espoir en 2002